# Don Barry

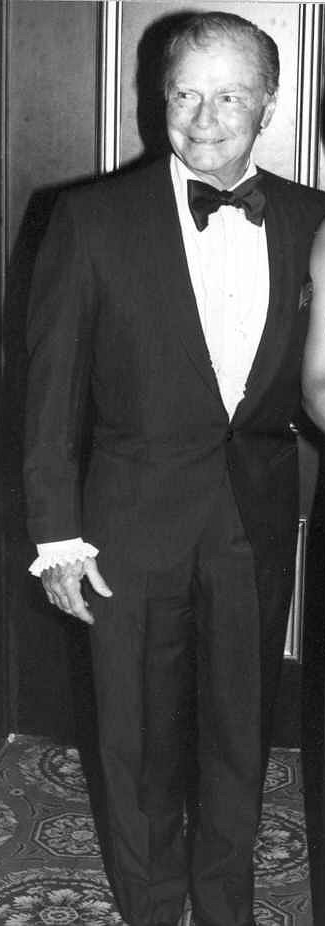
Barry im Jahr 1979, fotografiert von Alan Light

Donald Michael Barry DeAcosta (bekannt auch als Red Barry; * 11. Januar 1912 in Houston, Texas; † 17. Juli 1980 in Hollywood, Kalifornien) war ein US-amerikanischer Schauspieler, der insbesondere durch seine Rollen in Western bekannt wurde.

## Leben und Karriere
Don Barry trat erstmals 1933 in Hollywood in Erscheinung; er spielte in den Folgejahren zunächst kleinere Nebenrollen in Studioproduktionen, mehrfach als Bandit oder Schurkenhandlanger. 1939 erhielt er einen Vertrag bei Republic Pictures und ihm wurde nach einigen Filmen zum „Aufwärmen“ eine eigene Serie als Red Ryder gegeben – obwohl der Schauspieler dem Comic-Charakter nicht ähnelte. Sein Spitzname „Red“ rührt neben seiner Rolle als Red Ryder auch von seiner Haarfarbe her.
Die Serie wurde ab 1940 insgesamt 29 Filme lang fortgeführt. Barry wurde in einigen der Filme von Lynn Merrick in der weiblichen Hauptrolle assistiert; gegen Ende der Serie erhielt er Unterstützung durch den jugendlichen Sidekick Twinkle Watts. Das Absetzen der Red-Ryder-Filmserie im Jahr 1944 wurde von Barry begrüßt, der sich nicht auf eine Rolle festlegen lassen und auch in anderen Genres zu sehen sein wollte. Im Rahmen des Zweiten Weltkriegs trat er auch in mehreren Kriegsfilmen auf, darunter Lewis Milestones The Purple Heart (1944). Während er in B-Western dieser Zeit oft der Hauptstar war, kam er in höherklassigen Filmen nicht zu Hauptrollen.
Trotz einiger Ausflüge blieb Barry vor allem auf das Westerngenre beschränkt und spielte in der Nachkriegszeit unterschiedliche Rollen bei Republic oder unabhängigen Produktionsfirmen. Mit zunehmendem Alter wurde er zum Nebendarsteller. Seit Mitte der 1950er Jahre nahm er regelmäßig Fernsehangebote an; den größten Erfolg hatte er hier mit einer Polizistenrolle in der Serie Surfside 6, die immerhin zwei Staffeln lief. Als Nebendarsteller spielte er in den 1960er- und 1970er-Jahren in einigen späten Hollywood-Western, darunter Rio Lobo und Bandolero. Barry blieb bis zu seinem Tod schauspielerisch aktiv und brachte es auf insgesamt mehr als 260 Film- und Fernsehproduktionen unter seiner Mitwirkung.
Barry war dreimal verheiratet, darunter in den 1940er-Jahren mit Filmpartnerin Peggy Stewart, und Vater von vier Kindern. Nach einem häuslichen Streit mit seiner Ehefrau Barbara, der zu einem Polizeieinsatz geführt hatte, beging der 68-jährige Barry im Juli 1980 mit einer Pistole Suizid.

## Filmografie (Auswahl)

### Kino
- 1933: Family Troubles (Kurzfilm)
- 1933: Revolution der Jugend (This Day and Age)
- 1933: Flying Down to Rio
- 1936: Geliebter Rebell (Beloved Enemy)
- 1937: Horoskope lügen nicht (When’s Your Birthday?)
- 1937: Sackgasse (Dead End)
- 1937: Der letzte Gangster (The Last Gangster)
- 1937: Seekadetten (Navy Blue and Gold)
- 1938: Schnelle Fäuste (The Crowd Roars)
- 1938: Dr. Kildare: Sein erster Fall (Young Dr. Kildare)
- 1939: Dr. Kildare: Unter Verdacht (Calling Dr. Kildare)
- 1939: S.O.S. Feuer an Bord (Only Angels Have Wings)
- 1939: Der Bandit von Wyoming (Wyoming Outlaw)
- 1939: Dr. Kildare: Das Geheimnis (The Secret of Dr. Kildare)
- 1939: Jesse James (Days of Jesse James)
- 1944: The Purple Heart
- 1946: Karten, Kugeln, Banditen (Plainsman and the Lady)
- 1949: Rache im Ring (Ringside)
- 1949: Der Marschall von Santa Fe (The Dalton Gang)
- 1949: Cowboy-Gangster (Tough Assignment)
- 1949: Hände hoch, Old Boy! (Texas Manhunt)
- 1950: Billy, der Bandit (I Shot Billy the Kid)
- 1950: Kugeln, Gold und Feuerwasser (Gunfire)
- 1951: Der Arm des Bösen (My Outlaw Brother)
- 1955: Und morgen werd’ ich weinen (I’ll Cry Tomorrow)
- 1956: Der Siebente ist dran (Seven Men from Now)
- 1957: Die Würfel sind gefallen (Gun Duel in Durango)
- 1958: Die Hexenküche des Dr. Rambow (Frankenstein 1970)
- 1958: Andy Hardy Comes Home
- 1959: Eine Meile Angst (The Last Mile)
- 1959: Warlock
- 1959: Der große Schwindler (The Big Operator)
- 1960: Ich kaufte ein Chinesenmädchen (Walk Like a Dragon)
- 1960: Frankie und seine Spießgesellen (Ocean’s 11)
- 1962: Auf glühendem Pflaster (Walk on the Wild Side)
- 1963: Rufmord (Twilight of Honor)
- 1964: Das Gesetz der Gesetzlosen (Law of the Lawless)
- 1964: Die Unersättlichen (The Carpetbaggers)
- 1965: Revolver diskutieren nicht (Town Tamer)
- 1965: Die Apachen (Apache Uprising)
- 1966: Alvarez Kelly
- 1967: Der blutige Westen (Red Tomahawk)
- 1967: Texas-Desperados (Hostile Guns)
- 1967: Die gesetzlosen Drei (Fort Utah)
- 1968: Bandolero
- 1968: The Shakiest Gun in the West
- 1968: Shalako
- 1969: Keene
- 1970: Eine Frau für Charley (Cockeyed Cowboys of Calico County)
- 1970: Der „schärfste“ aller Banditen (Dirty Dingus Magee)
- 1970: Rio Lobo
- 1971: Johnny zieht in den Krieg (Johnny Got His Gun)
- 1971: Heißes Gold aus Calador (One More Train to Rob)
- 1972: Junior Bonner
- 1975: Blazing Stewardesses
- 1975: Cash – Die unaufhaltsame Karriere des Gefreiten Arsch (Whiffs)
- 1975: Straßen der Nacht (Hustle)
- 1976: Zwischen Zwölf und Drei (From Noon till Three)
- 1977: Orca, der Killerwal (Orca)
- 1978: Doctor Dracula
- 1978: Heiße Schüsse – kalte Füße (Hot Lead and Cold Feet)
- 1978: Der tödliche Schwarm (The Swarm)
- 1978: Um Kopf und Kragen (Hooper)
- 1978: Der Menschenfänger (Seabo)
- 1978: Das Recht bin ich (The One Man Jury)
- 1981: Nebenstraßen (Back Roads)

### Fernsehen
- 1958: Cheyenne (Folge 3x18)
- 1958–1959: Sugarfoot (5 Folgen)
- 1959–1961: Maverick (5 Folgen)
- 1959–1961: Lawman (4 Folgen)
- 1959–1962: 77 Sunset Strip (4 Folgen)
- 1959–1962: Bronco (4 Folgen)
- 1959, 1963: Am Fuß der blauen Berge (Laramie, 2 Folgen)
- 1960: Peter Gunn (Folge 2x38)
- 1960–1961: Surfside 6 (28 Folgen)
- 1961: Tausend Meilen Staub (Rawhide, Folge 3x25)
- 1962: Hawaiian Eye (2 Folgen)
- 1963–1969: Die Leute von der Shiloh Ranch (The Virginian, 8 Folgen)
- 1963, 1973: Rauchende Colts (Gunsmoke, 2 Folgen)
- 1964: Perry Mason (Folge 7x24)
- 1964: Auf der Flucht (The Fugitive, Folge 2x09)
- 1964, 1966: Bonanza (2 Folgen)
- 1965: The Munsters (Folge 2x03)
- 1966: Laredo (Folge 2x14)
- 1966–1967: Batman (4 Folgen)
- 1967: Pistolen und Petticoats (Pistols ’n’ Petticoats, Folge 1x19)
- 1967, 1969: Verrückter wilder Westen (The Wild Wild West, 2 Folgen)
- 1968: Ihr Auftritt, Al Mundy (It Takes a Thief, Folge 1x01)
- 1969: Daniel Boone (Folge 5x19)
- 1969–1975: Der Chef (Ironside, 6 Folgen)
- 1970: Planet der Giganten (Land of the Giants, Folge 2x20)
- 1970: Die Jagd beginnt (Hard Frame, Fernsehfilm)
- 1971, 1973: Owen Marshall – Strafverteidiger (Owen Marshall: Counselor at Law, 2 Folgen)
- 1971–1974: Adam-12 (4 Folgen)
- 1972–1973: Dr. med. Marcus Welby (Marcus Welby, 2 Folgen)
- 1972–1973: Teufelskreis der Angst (Ghost Story, 2 Folgen)
- 1973: Tod eines Komplizen (Incident on a Dark Street, Fernsehfilm)
- 1973: Notruf California (Emergency!, Folge 3x01)
- 1973: Hawkins (Folge 1x04)
- 1974: Mannix (Folge 7x22)
- 1974, 1975: California Cops – Neu im Einsatz (The Rookies, 2 Folgen)
- 1974–1978: Make-up und Pistolen (Police Woman, 9 Folgen)
- 1975: Die Waltons (The Waltons, Folge 3x15)
- 1975: Der Nachtjäger (The Night Stalker, Folge 1x12)
- 1975: Petrocelli (Folge 2x01)
- 1975: Baretta (Folge 2x04)
- 1976–1979: Unsere kleine Farm (Little House on the Prairie, 6 Folgen)
- 1977: Der Sechs-Millionen-Dollar-Mann (The Six Million Dollar Man, Folge 4x16 Die Intrige)
- 1977: Die Sieben-Millionen-Dollar-Frau (The Bionic Woman, Folge 2x16 Gejagt)
- 1978: In Texas ist der Teufel los (Kate Bliss and the Ticker Tape Kid, Fernsehfilm)
- 1978: Detektiv Rockford – Anruf genügt (The Rockford Files, Folge 5x01)
- 1978: Todesflug 401 (Crash of Flight 401, Fernsehfilm)
- 1978: Project U.F.O. (Folge 2x07)
- 1978–1980: CHiPs (3 Folgen)
- 1979: Quincy (Folge 5x02)
- 1979: Undercover with the KKK (Fernsehfilm)
- 1980: Drei Engel für Charlie (Charlie’s Angels, Folge 4x15 Ein Engel wird vermisst)
- 1980: Unter der Sonne Kaliforniens (Knots Landing, Folge 1x05)
- 1980: Die Traumfabrik (The Dream Merchants, Miniserie, 2 Folgen)